# Polisportiva S.S. Lazio Rugby 1927 2016-2017

## Eccellenza 2016-17

### Stagione regolare
| Incontro              | Andata | Ritorno |
| --------------------- | ------ | ------- |
| Calvisano — Lazio     | 49-9   | 52-22   |
| Lazio — Petrarca      | 23-64  | 14-49   |
| Lazio — Lyons         | 21-23  | 13-19   |
| Mogliano — Lazio      | 33-26  | 12-27   |
| Lazio — Rovigo        | 30-33  | 36-51   |
| Fiamme Oro — Lazio    | 20-13  | 36-17   |
| Lazio — Reggio Emilia | 29-30  | 29-26   |
| Viadana — Lazio       | 31-29  | 42-15   |
| Lazio — San Donà      | 21-11  | 12-28   |

#### Risultati della stagione regolare
| Posizione | G  | V | N | P  | PF  | PS  | DP   | B  | Pt |
| --------- | -- | - | - | -- | --- | --- | ---- | -- | -- |
| 9ª        | 18 | 3 | 0 | 15 | 386 | 608 | -222 | 14 | 26 |

## Trofeo Eccellenza 2016-17

### Prima fase

#### Girone B
| Incontro              | Risultato |
| --------------------- | --------- |
| Fiamme Oro — Lazio    | 16-3      |
| Lazio — Reggio Emilia | 36-24     |

#### Risultati del girone 2
| Posizione | G | V | N | P | PF | PS | DP | B | Pt |
| --------- | - | - | - | - | -- | -- | -- | - | -- |
| 2ª        | 2 | 1 | 0 | 1 | 39 | 40 | -1 | 1 | 5  |